# Нарымская лошадь

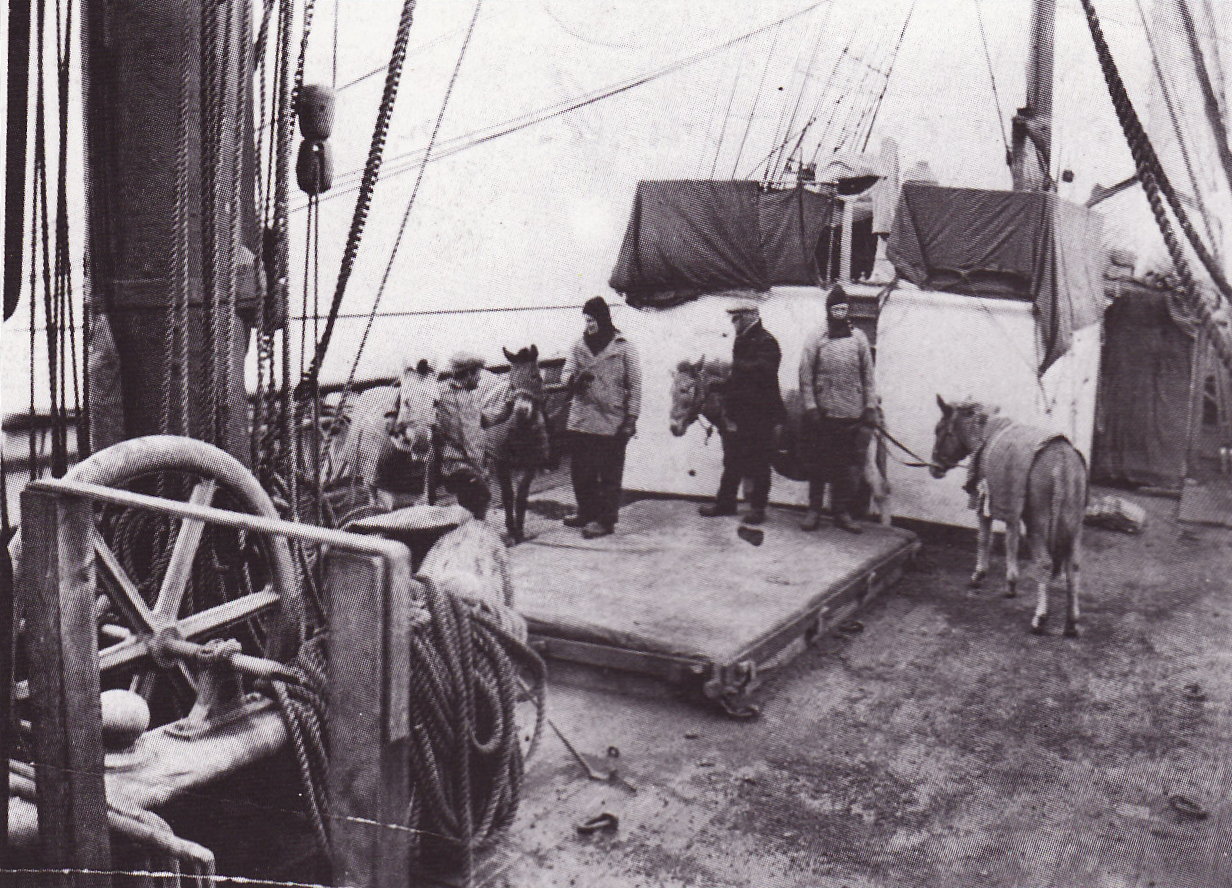
Нарымские (Сибирские) пони на корабле "Terra Nova".

Нарымская лошадь — местная лошадь северного лесного типа, распространённая в границах Томского Приобья в Западной Сибири.

## Общие сведения
Нарымская лошадь впервые была описана Петром Великосельцевым как тип сибирской породы в 1845 году.
Лошадей нарымской породы разводили главным образом в бывшем Нарымском округе Западно-Сибирского края на территории современной Томской области.
Нарымская лошадь сходна по экстерьеру и конституции с приобской породой и образующая с ней общий массив лошадей, распространенных в долине среднего и нижнего течения реки Оби. Несколько крупнее приобской, имеет тот же выраженный упряжной тип, крепкую или грубую конституцию, преимущественно саврасую масть. Отличается выносливостью, приспособленностью к местным условиям. В целом, это некрупная, костистая лошадь упряжных форм.
По данным профессора А. А. Жилинского, в зимний период с грузом 3-3,5 центнера проходят 900 км за 30 дней или 25-40 км и сутки.

### Описание
Экстерьер: голова — большая, профиль — прямой, шея — короткая, толстая, холка — широкая, короткая, спина и поясница — прямые, прочные, круп — широкий, слегка свислый, грудь — широкая и глубокая, ребро — длинное, округлое, ноги — прочные, копыта — крепкие, правильные, грива и хвост — густые.
Масть — гнедая, рыжая (80 %)
Конституция — крепкая (90 %) и грубая (30 %).
Высота: в среднем — 139—170 см.